# Chaetocladius artistylus
Chaetocladius artistylus är en tvåvingeart som beskrevs av Bhattacharyay och Chaudhuri 1993. Chaetocladius artistylus ingår i släktet Chaetocladius och familjen fjädermyggor.
Artens utbredningsområde är Västbengalen (Indien). Inga underarter finns listade i Catalogue of Life.